# Ángel Turrado Moreno
Ángel Turrado Moreno OFMCap (* 24. Dezember 1903 in Pinilla de los Moros; † 16. November 1961) war ein spanischer römisch-katholischer Ordensgeistlicher und Apostolischer Vikar von Machiques.

## Leben
Ángel Turrado Moreno trat der Ordensgemeinschaft der Kapuziner bei und empfing am 25. Mai 1929 das Sakrament der Priesterweihe.
Am 4. September 1944 ernannte ihn Papst Pius XII. zum Titularbischof von Assus und zum ersten Apostolischen Vikar von Machiques. Der Apostolische Nuntius in Venezuela, Erzbischof Giuseppe Misuraca, spendete ihm am 17. Dezember desselben Jahres die Bischofsweihe; Mitkonsekratoren waren der Bischof von Zulia, Marcos Sergio Godoy, und der Apostolische Vikar von Caroní, Constantino Gómez Villa OFMCap.
Im Januar 1954 nahm Papst Pius XII. das von Ángel Turrado Moreno vorgebrachte Rücktrittsgesuch an.